# 苏家屯神社
苏家屯神社是曾位于中华民国辽宁省、满洲国奉天省苏家屯车站附近的满铁附属地神社。该神社设立于1924年6月25日，祭神为天照大神和明治天皇。例祭为10月1日。:107:454:160
1928年时有氏子150人。:1071940年时有氏子950户。:395境内面积363坪（約1200平方），本殿面积1.67坪（約5.52平方），拜殿面积9坪（約29.75平方）。:1961940年10月18日，作为日本皇纪2600年纪念活动的一部分，苏家屯神社增设了神符授予所。:390